# Katayama Tetsu

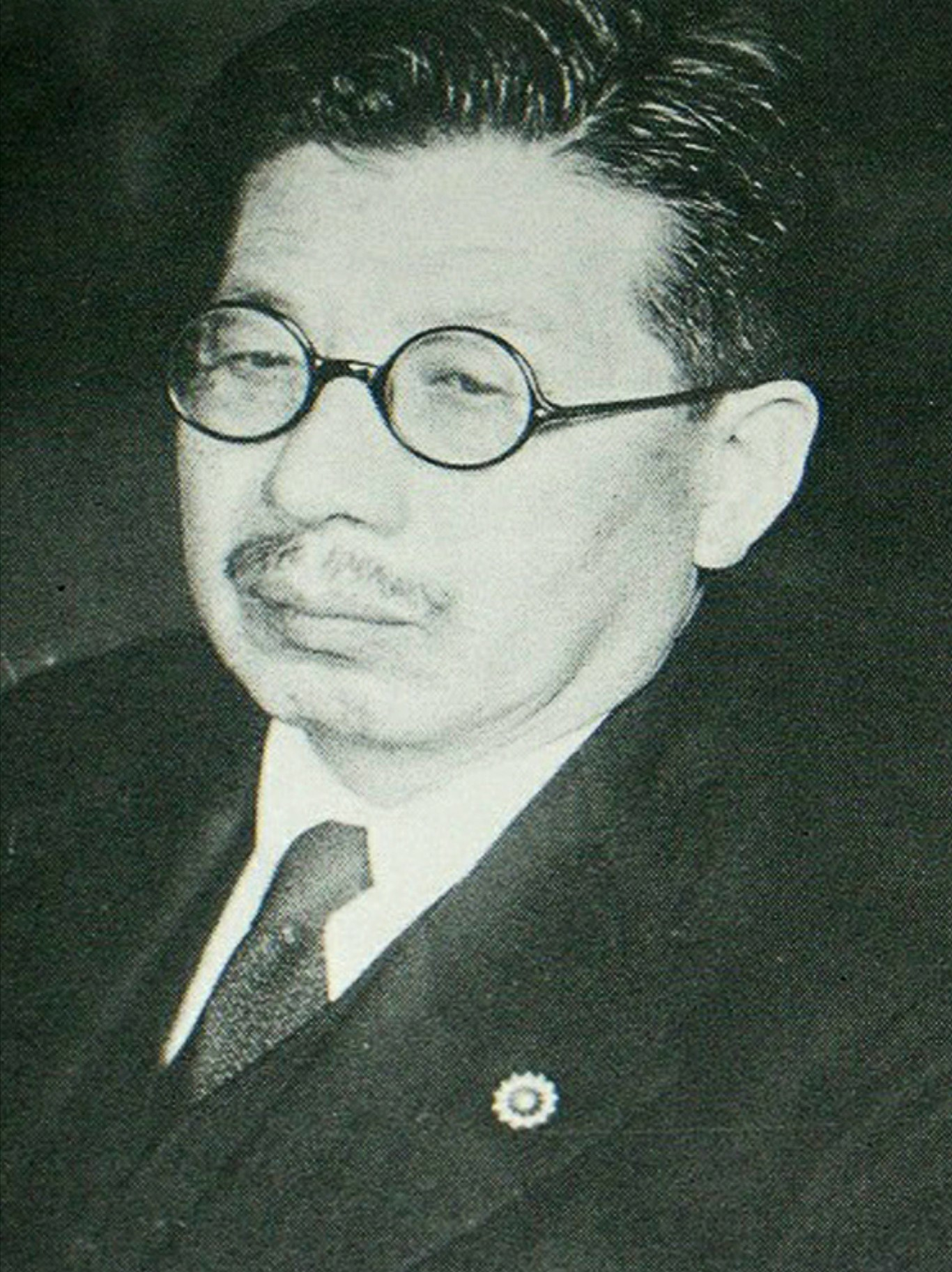
Katayama Tetsu

Katayama Tetsu (japanisch 片山 哲; * 28. Juli 1887 in Tanabe, Präfektur Wakayama; † 30. Mai 1978 in Fujisawa, Präfektur Kanagawa) war ein japanischer sozialistischer Politiker und von 1947 bis 1948 der Premierminister Japans.

## Leben
Katayama studierte bis 1912 Rechtswissenschaften (deutsches Recht) an der Kaiserlichen Universität Tokio und arbeitete ab 1913 zunächst als Anwalt. Er war Christ und neigte christlich-sozialistischen Ideen zu. 1926 beteiligte er sich an der Gründung der „Sozialistischen Volkspartei“ (社会民衆党, shakai-minshū-tō) und wurde ihr Generalsekretär. 1930 wurde er im 2. Wahlkreis Kanagawa erstmals ins Shūgiin gewählt. 1932 wurde er Mitglied des Exekutivkomitees der „Sozialistischen Massenpartei“ (社会大衆党, shakai-taishū-tō), die durch den Zusammenschluss mehrerer sozialistischer Parteien entstanden war. Im März 1940 wurde er aus der Partei ausgeschlossen, als er sich nicht an der Parlamentsdebatte zum Ausschluss von Saitō Takao beteiligte, der die Legitimität des Krieges gegen China in einer Rede in Frage gestellt hatte. Nach dem Krieg beteiligte sich Katayama 1945 an der Gründung der Sozialistischen Partei Japans (SPJ), war zunächst deren Generalsekretär und wurde im September 1946 Vorsitzender des Zentralkomitees. Nach der Shūgiin-Wahl 1947, der ersten nach der neuen Verfassung, war die SPJ stärkste Kraft. Premierminister Yoshida Shigeru stand nicht für die Wiederwahl zur Verfügung und das Shūgiin wählte Katayama am 23. Mai 1947 mit 420 Stimmen im Shūgiin ohne Gegenkandidat zum Premierminister.
Katayama bildete eine Koalitionsregierung mit der Demokratischen Partei und der Kokumin-kyōdō-tō (国民協同党, „Volks-Kooperationspartei“). Als gemäßigt sozialistischer Politiker wurde sein Amtsantritt auch von den Besatzungsbehörden (Supreme Commander for the Allied Powers, abgekürzt „SCAP“) begrüßt, das seine innenpolitischen Reformen anfangs unterstützte. In seiner Regierungszeit setzte er unter anderem die Auflösung des Innen- und des Justizministeriums durch. Seine Zusammenarbeit mit bürgerlichen Parteien und der Versuch, den Staatshaushalt durch Preis- und Steuererhöhungen zu konsolidieren, brachten ihn jedoch bald in Konflikt mit linken SPJ-Politikern wie Suzuki Mosaburō, die bereits im Februar 1948 zum Rücktritt seiner Regierung führten.
Während der Spaltung der SPJ Anfang der 1950er Jahre gehörte Katayama zum rechten Flügel, 1960 beteiligte er sich an der Ausgründung der Demokratisch-Sozialistischen Partei, deren Mitglied er bis 1964 war. Nachdem er 1963 seinen Sitz verloren hatte, zog er sich aus der Politik zurück.
Katayama war zudem Gründer und Vorsitzender der Nationalen Föderation zur Verteidigung der Verfassung im Jahre 1954. Auch hatte er weitere Vorstandspositionen in diversen Verbänden inne. Dazu zählten die Liga der Weltföderation der Christen, die Vereinigung zur Erforschung der chinesischen Kultur und die Liga für Säuberung der Politik und öffentlich kontrollierte Wahlen.